# Jauregui
Jauregui is een gemeente in de Venezolaanse staat Táchira. De gemeente telt 54.400 inwoners. De hoofdplaats is La Grita.